# Copaxa flavobrunnea
Copaxa flavobrunnea är en fjärilsart som beskrevs av Eugène Louis Bouvier 1930. Copaxa flavobrunnea ingår i släktet Copaxa och familjen påfågelsspinnare. Inga underarter finns listade i Catalogue of Life.